# Heliomaster squamosus
El colibrí escamoso (Heliomaster squamosus), también denominado colibrí estrella escamado, picaflor escamado o picaflor escamoso, es una especie de ave apodiforme de la familia Trochilidae —los colibríes— perteneciente al género Heliomaster. Es endémico del este de Brasil.

## Distribución y hábitat
Se distribuye en el Brasil oriental, desde Pernambuco al sur a través de Bahía, Goiás y Minas Gerais hasta São Paulo. También fue registrado en el extremo noreste de Argentina, en Misiones. En Brasil se amplia su territorio con registros al sur hasta el norte de Paraná y este de Mato Grosso do Sul y hacia el norte hasta Río Grande del Norte, Ceará y Piauí.
Esta especie es considerada localmente común en una variedad de hábitats naturales: como bosques en galería, bosques mesófilos y mata ciliar, áreas semiabiertas, parques y bordes de bosques diversos, inclusive pequeños fragmentos aislados. Hasta los 800 m de altitud.

## Descripción
Mide entre 11 y 11,5 cm de longitud. Pico largo y recto. El macho es verde bronce por arriba, con la corona más brillante, manchita blanca atrás del ojo y corto “bigote” blanco, cola bifurcada, verde azulado oscuro. Garganta violácea brillante, extendiéndose en mechones para los lados. Por abajo es verde oscuro con una estría blanca mediana, estrecha pero bien visible. La hembra es más apagada, sin violáceo; garganta escamada de verde oscuro y blanco, ornada por un bigote blanco; por abajo es grisácea con una estría mediana blanca, menos evidente que en el macho; la cola es poco bifurcada, las plumas externas con puntas blancas.

## Comportamiento
Comportamiento semejante a sus congéneres H. longirostris y H. furcifer. Son vistos en lugares más abiertos donde acostumbran posar en ramas secas.

### Alimentación
Visitan árboles floridas en busca de néctar, muchas veces en compañía de otros colibríes; puede capturar pequeños insectos mientras sobrevuela en locales abiertos.

## Sistemática

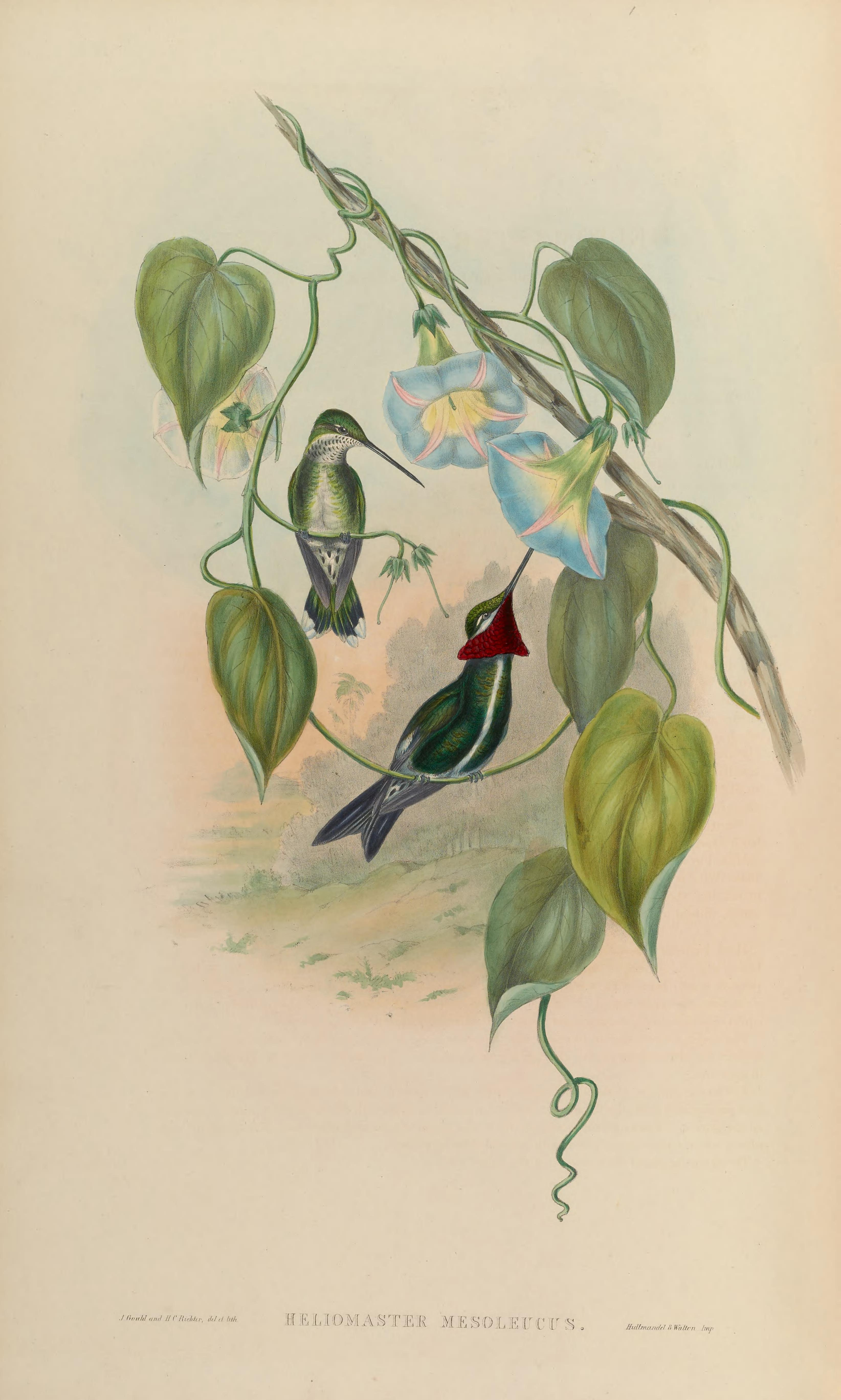
Heliomaster mesoleucus sinónimo de Heliomaster squamosus; ilustración de Gould y Richter en A monograph of the Trochilidae, or family of humming-birds 4, 1861.

### Descripción original
La especie H. squamosus fue descrita por primera vez por el naturalista neerlandés Coenraad Jacob Temminck en 1823 bajo el nombre científico Trochilus squamosus; la localidad tipo es «Bahía, Brasil».

### Taxonomía
Es monotípica. La presente especie ha sido ocasionalmente separada en el género Lepidolarynx; sin embargo, detalles de la morfología de la cola y del pico varían continuamente desde Heliomaster constantii y Heliomaster longirostris hasta Heliomaster furcifer, con la presente especie ocupando una posición intermediaria, de forma que el tratamiento de los cuatro como congéneres ahora es considerado generalmente como más apropiado; algunos autores también agrupan en el presente al género Rhodopis.